# Reuth (Neumark)
Reuth ist ein Ortsteil der Gemeinde Neumark im Vogtlandkreis in Sachsen. Der Ort wurde am 1. Januar 1994 eingemeindet.

## Geografie

### Lage
Reuth liegt nordwestlich von Neumark am Oberlauf des Aubachs, der in Greiz in die Weiße Elster mündet. Der Ort liegt am Übergang der Naturräume Vogtland (Mittelvogtländisches Kuppenland), Thüringer Schiefergebirge (Ostthüringisch-Vogtländische Hochflächen) und Erzgebirgsbecken (Oberes Pleißeland). Reuth, welches heute der nördlichste Ort des Vogtlandkreises ist, liegt an der Nordostgrenze des sächsischen Teils des historischen Vogtlands. Im Westen grenzt der thüringische Landkreis Greiz an, im Norden der sächsische Landkreis Zwickau.
Im Süden des Orts bildet die „Neue Reichenbacher Straße“ größtenteils die Flurgrenze zum Nachbarort Schönbach. Dadurch liegen der einstige Haltepunkt Brunn (Sachs) an der stillgelegten Bahnstrecke Neumark–Greiz und die umliegenden Gebäude bereits auf Schönbacher Flur.

### Nachbarorte
|            |                                             | Beiersdorf |
| Gottesgrün | Kompassrose, die auf Nachbargemeinden zeigt |            |
|            | Schönbach                                   |            |

## Geschichte
Reuth wurde im Jahr 1394 als „zu der Ruthe“ erwähnt. Die Grundherrschaft über den Ort übte bis ins 19. Jahrhundert das im Jahr 1552 erstmals erwähnte Rittergut im Ort aus. Reuth gehörte wie die anderen heutigen Ortsteile von Neumark bis 1856 zum kursächsischen bzw. königlich-sächsischen Amt Zwickau im Erzgebirgischen Kreis. 1856 wurde Reuth im Gegensatz zu den anderen um Neumark liegenden Orten im einstigen Amt Zwickau nicht dem Gerichtsamt Reichenbach, sondern dem Gerichtsamt Werdau und 1875 der Amtshauptmannschaft Zwickau angegliedert. Im Jahr 1920 wurde Reuth der Amtshauptmannschaft Werdau zugeordnet. Durch die Auflösung des Verwaltungsbezirks kam der Ort im Jahr 1933 wieder an die Amtshauptmannschaft Zwickau, die ab 1939 Landkreis Zwickau genannt wurde.
Durch die zweite Kreisreform in der DDR kam die Gemeinde Reuth im Jahr 1952 zum Kreis Reichenbach im Bezirk Chemnitz (1953 in Bezirk Karl-Marx-Stadt umbenannt), der ab 1990 als sächsischer  Landkreis Reichenbach fortgeführt wurde und 1996 im Vogtlandkreis aufging. Am 1. Januar 1994 wurde Reuth nach Neumark eingemeindet. Der Ortsteil besitzt einen Ortschaftsrat.

## Verkehr
Der Haltepunkt Brunn (Sachs) an der Bahnstrecke Neumark–Greiz war zwischen 1886 und 1997 in Betrieb. Obwohl er nach dem heute zu Reichenbach gehörigen Ortsteil Brunn benannt ist, befand er sich auf der Flur des heutigen Neumarker Ortsteils Schönbach in der Nähe der südlichen Flurgrenze zu Reuth. Die Bahnstrecke Leipzig–Hof verläuft südlich von Reuth durch Schönbacher Flur. Der nächste Bahnhof ist der Bahnhof Neumark (Sachs).
Brunn ist heute mit der StadtBus-Linie 82 des Verkehrsverbunds Vogtland im Stundentakt mit Reichenbach verbunden. Diese Linie nimmt am Rendezvous-Knoten auf dem Postplatz in Reichenbach teil und bietet damit Anschlüsse in die ganze Stadt. Seit 2025 hält außerdem die von der PRG Greiz und dem Regionalverkehr Westsachsen gemeinsam betriebene Linie 19 in Reuth und bietet Verbindungen nach Greiz und Werdau mit Anschlüssen in Richtung Gera, Zwickau und Leipzig.